# دامبی و پسر (مجموعه تلویزیونی)
دامبی و پسر (انگلیسی: Dombey and Son) یک مجموعه تلویزیونی درام بریتانیایی است که در سال ۱۹۶۹ منتشر شد. این مجموعه بر پایهٔ رمان دامبی و پسر اثر چارلز دیکنز ساخته شد.

## بازیگران
- جان کارسون
- کارا ویلسون
- هلن فریزر
- هیو فریزر
- گری ریموند
- پت کومبز
- فی کامپتن
- کلایو سوئیفت
- سالی هوم